# Aiguille de surface

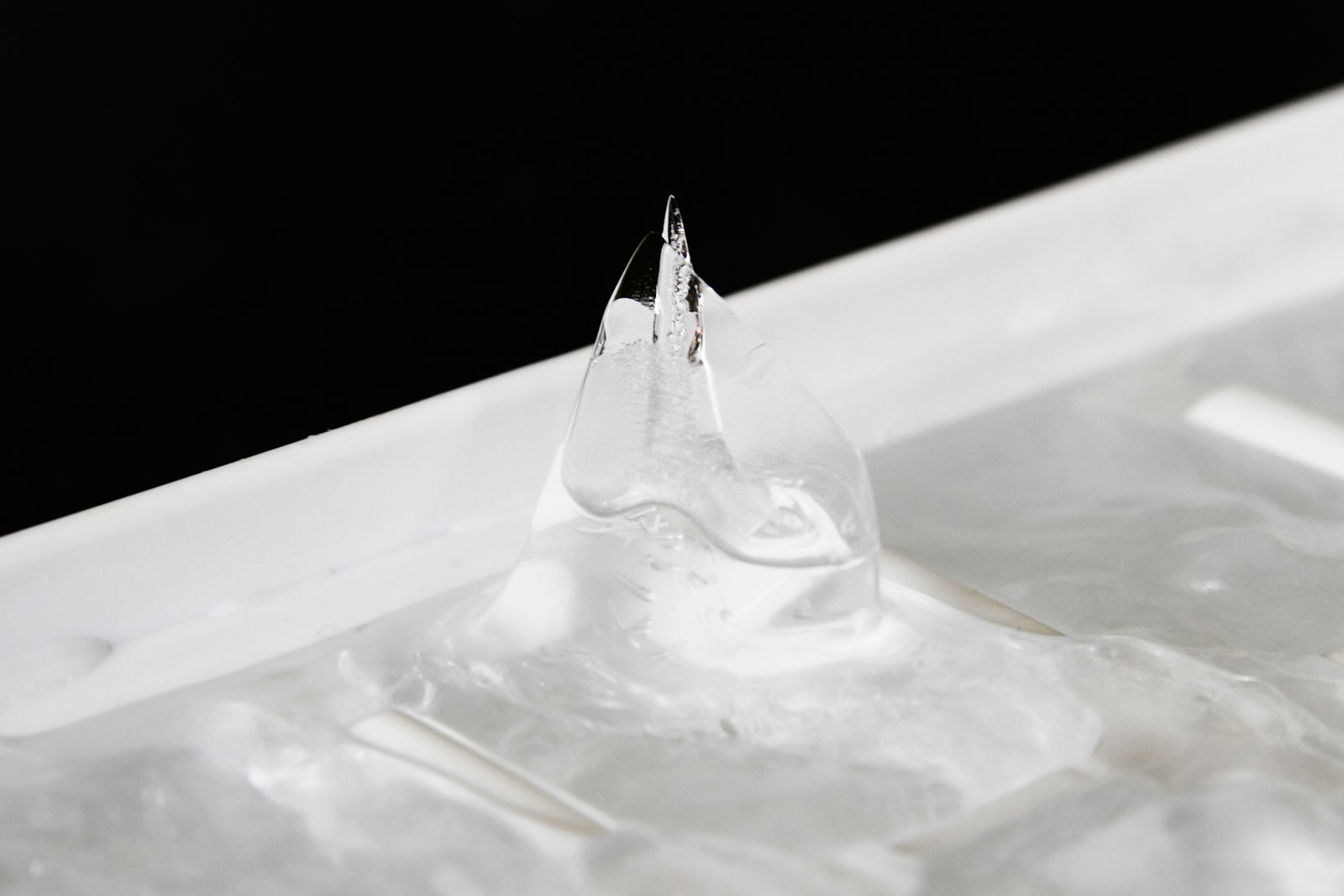
Aiguille de surface dans un bac à glaçons.

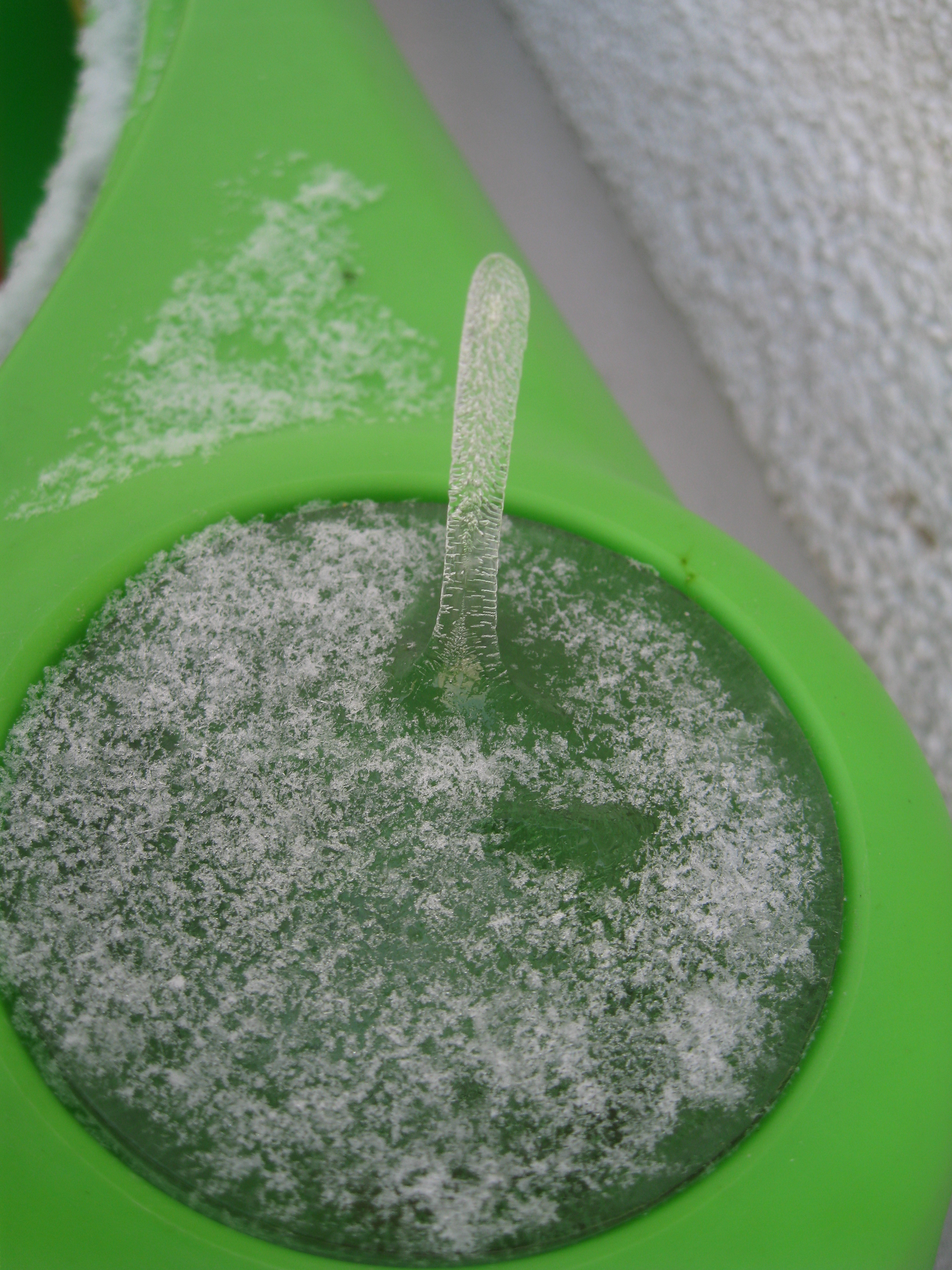
Aiguille de surface dans un récipient laissé dehors.

Une aiguille de surface est une excroissance cristalline tubulaire sur le dessus d'une surface gelée. On peut la trouver dans un environnement naturel (ex. lac) ou artificiel (ex. glaçon dans le congélateur).

## Formation
Dans certaines conditions, l'eau d'un récipient se transforme en glace à partir des bords et en surface, laissant un orifice de plus en plus petit au centre. L'eau sous la surface continue à geler à partir des bords. Comme l'eau se dilate en gelant, la glace qui se forme sous la surface gelée commence à expulser l'eau encore liquide présente sous la surface, expulsant ainsi de l'eau liquide par l'orifice laissé au centre de la surface. Lorsque cet orifice est assez étroit, l'eau expulsée gèle sous forme d'un tube. Ce tube croît au fur et à mesure de la cristallisation de l'eau sous la surface, formant alors une aiguille de surface.
Les aiguilles de surface ont moins de chances de se former à partir d'une eau non distillée. En effet, les impuretés permettent à l'eau de cristalliser indépendamment de la structure du contenant. D'autres facteurs comme la température de l'air et la circulation de l'air au-dessus de la surface de l'eau entrent dans la formation ou non d'aiguilles de surface.